# Regierung Dačić
Die Regierung Dačić war vom 27. Juli 2012 bis zum 27. April 2014 die Regierung der Republik Serbien. Ministerpräsident war Ivica Dačić. Sie war eine Koalition der Parteien Srpska Napredna Stranka, Sozialistische Partei Serbiens, Vereinte Regionen Serbiens, Sozialdemokratische Partei Serbiens und Partei der demokratischen Aktion. Außerdem waren zwei Parteilose, welche von der SNS vorgeschlagen wurden, Teil der Regierung.
Nachdem am 6. Mai 2012 die Parlamentswahl stattgefunden hatte, wurde die Regierung am 27. Juli 2012 vom Parlament gewählt. 142 Parlamentarier stimmten dafür, 72 dagegen. Anwesend waren 214 der 250 Abgeordneten. 

## Mitglieder
| Name                    | Ressort                                                                                           | Partei    |
| ----------------------- | ------------------------------------------------------------------------------------------------- | --------- |
| Ivica Dačić             | Ministerpräsident und Innenminister                                                               | SPS       |
| Aleksandar Vučić        | 1. Vizepremier und Verteidigungsminister                                                          | SNS       |
| Jovan Krkobabić         | Vizepremier und Minister für Arbeit und Soziales                                                  | PUPS      |
| Rasim Ljajić            | Vizepremier und Minister für Handel und Dienstleistungen und für Telekommunikation und Informatik | SDPS      |
| Suzana Grubješić        | Vizepremierin für europäische Integration                                                         | URS       |
| Ivan Mrkić              | Außenminister                                                                                     | Parteilos |
| Saša Radulović          | Wirtschaftsminister                                                                               | Parteilos |
| Lazar Krstić            | Finanzminister                                                                                    | Parteilos |
| Nikola Selaković        | Justizminister                                                                                    | SNS       |
| Goran Knežević          | Minister für Land-, Forst- und Wasserwirtschaft                                                   | SNS       |
| Milan Bačević           | Minister für Bergbau, Ressourcen und Raumplanung                                                  | SNS       |
| Zorana Mihajlović       | Energie- und Umweltministerin                                                                     | SNS       |
| Bratislav Petković      | Kultur- und Informationsminister                                                                  | SNS       |
| Alisa Marić             | Ministerin für Jugend und Sport                                                                   | Parteilos |
| Žarko Obradović         | Bildungs- und Wissenschaftsminister                                                               | SPS       |
| Slavica Đukić Dejanović | Gesundheitsministerin                                                                             | SPS       |
| Milutin Mrkonjić        | Verkehrsminister                                                                                  | SPS       |
| Velimir Ilić            | Minister für Bauwesen und Stadtplanung                                                            | NS        |
| Verica Kalanović        | Ministerin für regionale Entwicklung und lokale Selbstverwaltung                                  | URS       |
| Sulejman Ugljanin       | Minister ohne Portefeuille                                                                        | SDA       |